# Estiva

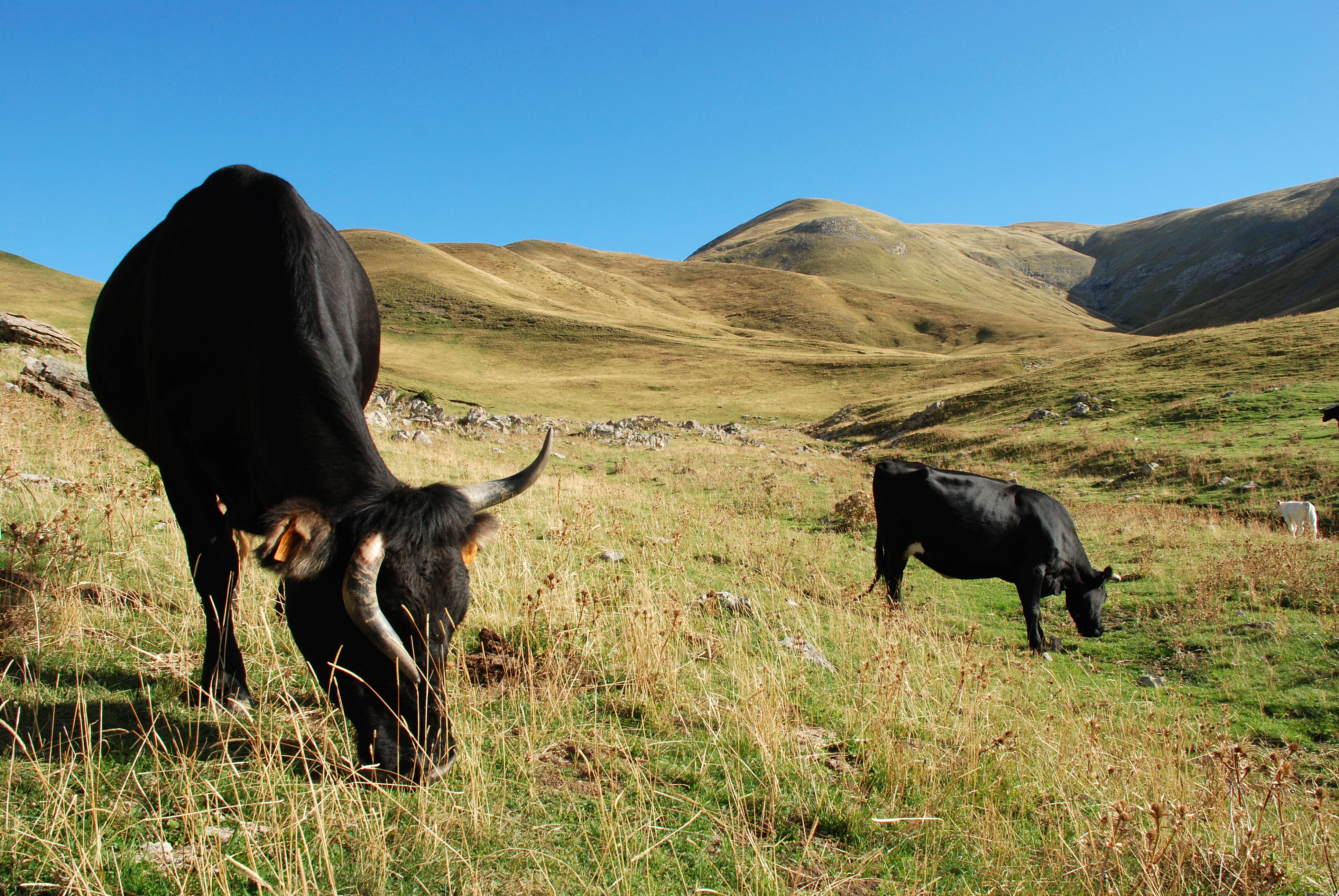
Ganado apacentando en una estiva.

Una estiva (del latín aestīvus, «estival, propio del verano») es, fundamentalmente en Aragón, un prado de alta montaña.
Se encuentra en relieves poco abruptos, sin muchos desniveles, que, a menudo, mantiene una vegetación de hierba baja y ballicas hasta lugares en donde esta no sería más favorable climatológicamente, y resultando la pastura cotidiana del ganado doméstico que consume las plantas de árboles y matorrales superiores antes de que crezcan más.
Ese paisaje de las estivas hace un ecosistema artificial mantenido por el hombre por muchas generaciones, hasta el extremo de que, cuando los pueblos o las actividades ganaderas que las mantenían se abandonan, la vegetación local de árboles y arbustos suele tener problemas para repoblarlas.
Las estivas, por la altitud en donde se suelen encontrar, permanecen bajo la nieve durante los meses fríos, y de ahí su uso estacional, en los meses más cálidos.

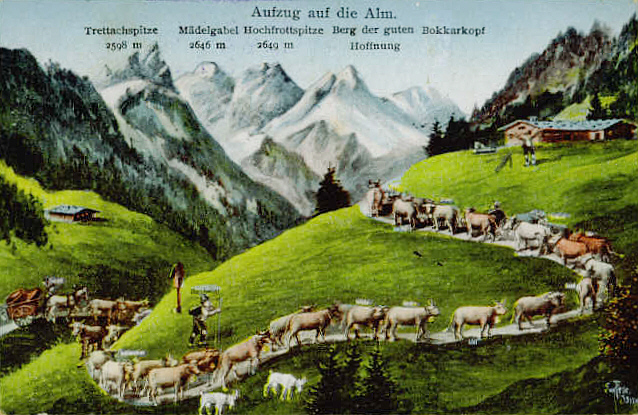
La soltada del ganado en una estiva de los Alpes. Ilustración de 1929.

Las estivas eran importantes en la cultura ganadera de las cordilleras europeas, como los Pirineos o los Alpes, pues daban pastizales al ganado así como riqueza a los pueblos que recibían los rebaños trashumantes de otros lugares, cuando venía el buen tiempo.
En el Alto Aragón, el ganado se solía soltar para puerto (eso es, la dicha soltada) a finales de mayo o primeros de junio, y se hacía recoger para abajo para Todos los Santos (al principio de noviembre).